# A36高速公路
A36高速公路是法国的一条收费的高速公路，连接法德边境和勃艮第。该高速又称为La Comtoise，是欧洲高速公路E60的一部分。
A36有三部分是免费的，贝尔福和蒙贝利亚尔附近交通较为拥堵。